# Theo de Meester
Theodoor Herman de Meester, detto Theo (Harderwijk, 16 dicembre 1851 – L'Aia, 27 dicembre 1919), è stato un politico olandese, primo ministro dei Paesi Bassi dal 17 agosto 1905 al 12 febbraio 1909.

## Biografia
Dopo aver prestato servizio nelle Indie Orientali Olandesi, nel 1905 De Meester venne chiamato a formare un nuovo governo di minoranza. Nel 1907, non essendo riuscito a far approvare il bilancio dal Senato, si dimise.
La regina Guglielmina respinse le dimissioni ma quando, pochi mesi dopo, il Parlamento bocciò anche il bilancio della difesa De Meester fu costretto a dimettersi, rimanendo in carica per l'ordinaria amministrazione fino al febbraio 1908.

## Vita privata
De Meester era figlio di Gerrit Abraham de Meester (1817–1864) che era stato membro della Camera dei Rappresentanti dei Paesi Bassi dal 1862 al 1864, eletto nella circoscrizione elettorale di Zwolle.